# Svitlana Konstantynova
Svitlana Konstantynova (Світлана Фёдоровна Константинова, ook wel Svetlana K Johnsen, 6 januari 1975) is een Oekraïens langebaanschaatsster.
In 1998 nam zij voor Oekraïne deel aan de Olympische Winterspelen in Nagano op de 1500 meter en 3000 meter.
Na haar loopbaan emigreerde Konstantynova naar Noorwegen.

## Records

### Persoonlijke records[2]
| Afstand      | Tijd     | Datum            | Baan       |
| ------------ | -------- | ---------------- | ---------- |
| 500 meter    | 42,00    | 6 januari 1998   | Hamar      |
| 1000 meter   | 1.25,34  | 10 januari 1998  | Hamar      |
| 1500 meter   | 2.07,59  | 7 december 1997  | Heerenveen |
| 3000 meter   | 4.28,45  | 13 december 1997 | Hamar      |
| 5000 meter   | 7.53,37  | 3 maart 1996     | Calgary    |
| 10.000 meter | 22.20,93 | 10 februari 2020 | Tynset     |

## Resultaten
| Jaar | EK Allround | WK Allround | Olympische Spelen   |
| ---- | ----------- | ----------- | ------------------- |
| 1994 | NC19        |             |                     |
| 1995 | NC19        | NC23        |                     |
| 1996 | NC16        | NC22        |                     |
| 1997 | NC22        | NC26        |                     |
| 1998 |             | NC24        | 33e 1500m 30e 3000m |